# Космос-1738
Космос-1738 — советский искусственный спутник Земли серии «Космос», разработанный по программе «Поток». Запущен 4 апреля 1986 года в 03 часа 45 минут UTC с космодрома Байконур ракетой-носителем «Протон-К» с разгонным блоком ДМ со стартовой площадки №200/40. Спутник был предназначен для ретрансляции информации с космических аппаратов оптико-электронной разведки.
«Космос-1738» был первым космическим аппаратом серии  «Поток», занявшим орбитальную позицию «Поток-1» на 13,5° з.д. Использование спутника по целевому назначению было прекращено 7 апреля 1989 года. Место аппарата на орбитальной позиции «Поток-1» было занято космическим аппаратом «Космос-1961».